# Barba Azul

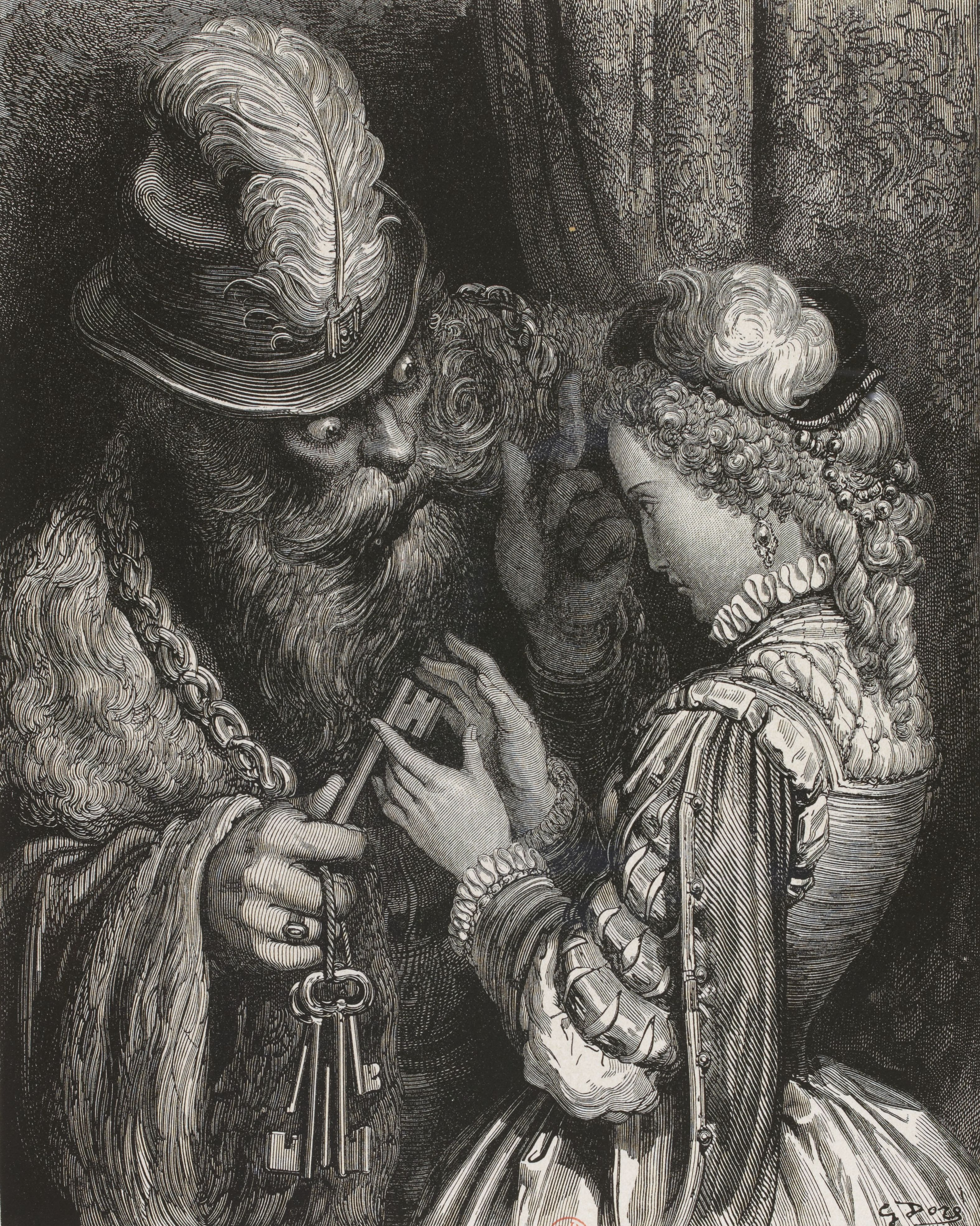
Barba Azul entregando as chaves a sua esposa.

Barba Azul é o personagem principal de um famoso conto infantil sobre um nobre violento e sua esposa curiosa. Com o título de "La Barbe-Bleue", foi escrito por Charles Perrault e publicado pela primeira vez no livro que ficou conhecido como Les Contes de ma Mère l'Oye ("Contos da Mamãe Gansa"), de 1697.

## Resumo
Barba Azul era um rico conde, assustador por ser muito feio, com uma horrível barba azul. Ele já se tinha casado seis vezes, mas ninguém sabia o que tinha acontecido com as esposas, que desapareceram. Quando o Barba Azul visitou um de seus vizinhos e pediu para casar com uma de suas filhas, a família ficou apavorada. O Barba Azul acabou por convencer a filha caçula. Os dois casaram-se e foram viver no castelo do nobre.

Pouco tempo depois, o Barba Azul avisou que iria viajar por uns tempos; ele entregou todas as chaves da casa para sua esposa, incluindo a de um pequeno quarto que ele a havia proibido de entrar. Logo que ele se ausentou, a mulher começou a sofrer de grande curiosidade sobre o quarto proibido. Após alguns dias pensando no que havia lá, a mulher resolveu bisbilhotar o que havia no quarto, ela descobriu o macabro segredo do marido: o chão do quarto estava todo manchado de sangue, e os corpos das ex-esposas do Barba Azul estavam pendurados na parede. Apavorada, ela trancou o quarto, mas não viu que o sangue havia sujado a chave.

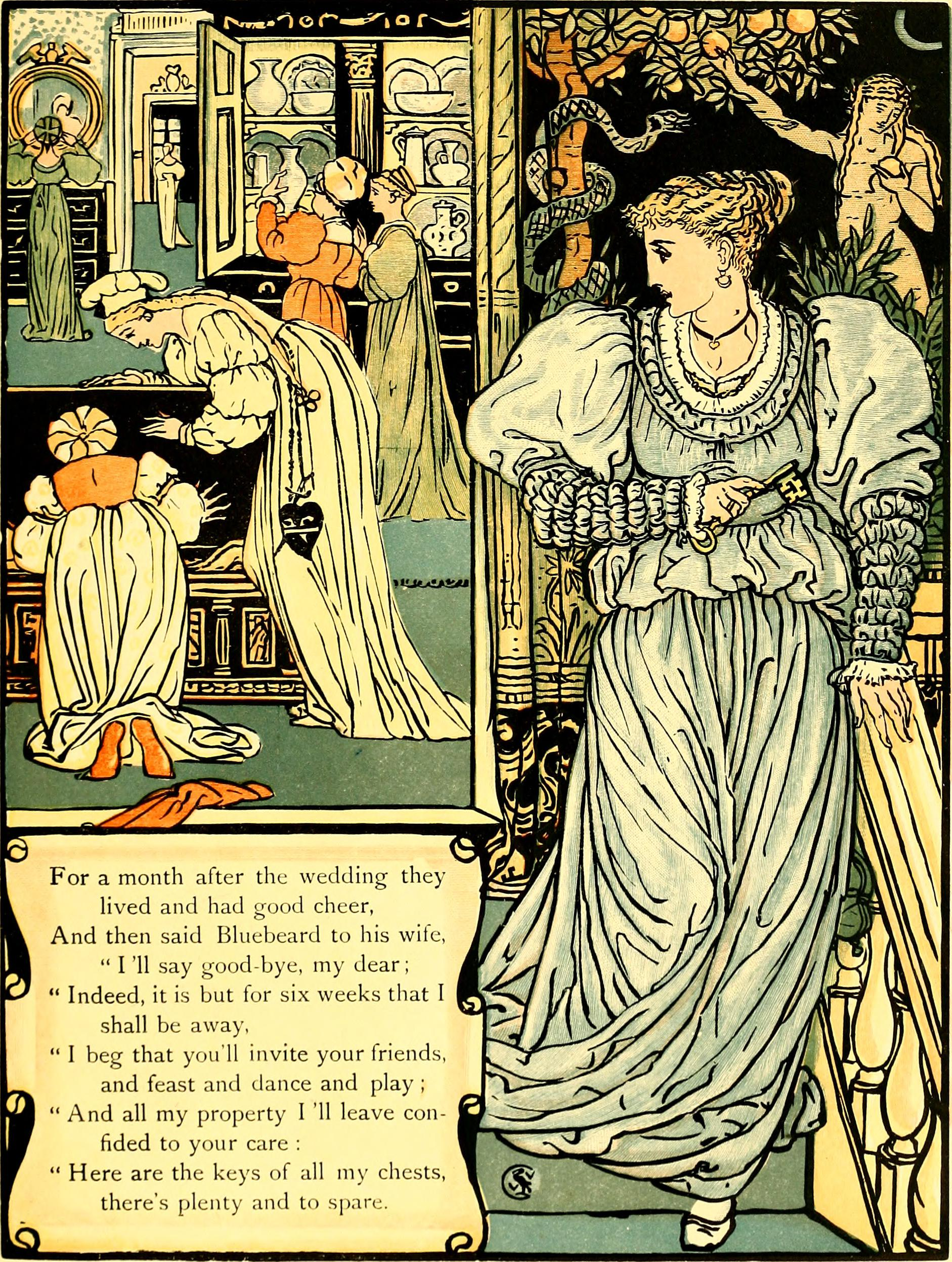
A esposa caminha em direção ao quarto proibido. Ilustração por Walter Crane

Quando o Barba Azul retornou, ele percebeu imediatamente o que sua esposa tinha feito. Cego de raiva, ele ameaçou-a, mas ela conseguiu escapar e trancar-se junto da irmã, na torre mais alta da casa. Quando o Barba Azul, armado com uma espada, tentava derrubar a porta, chegaram dois irmãos das mulheres. Os irmãos mataram o nobre enlouquecido e salvaram suas parentes.
A mulher do Barba Azul ficou com a fortuna do marido morto: com parte do dinheiro, ela ajudou sua irmã a casar com seu amado; outra parte ela deu aos seus irmãos. Ela guardou o dinheiro restante, até se casar com um cavalheiro que lhe fez esquecer do suplício que passara.

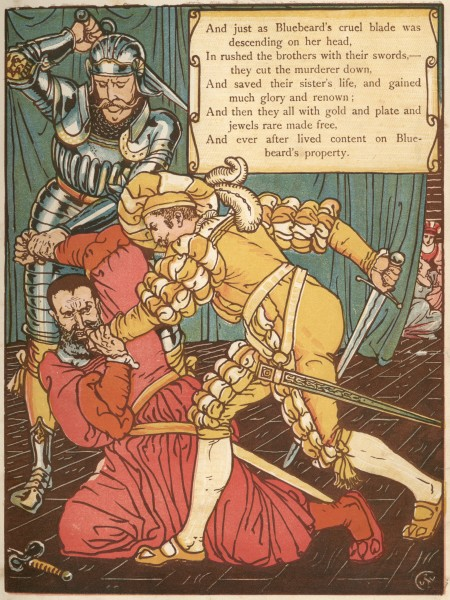
Barba azul é morto. Por Walter Crane

Embora conhecido como um conto popular, o personagem Barba Azul parece derivar de lendas relacionadas com indivíduos históricos da Britânia. A origem mais conhecida e frequentemente citada é do nobre bretão do século XV e notório assassino, Gilles de Rais. Entretanto, Gilles de Rais não matou sua esposa, nem foram encontrados quaisquer corpos em sua propriedade, porém os crimes pelos quais foi condenado envolviam abuso e assassinato brutal de crianças.
Outra possível fonte provém da obra de São Gildas, "Conomor, O Amaldiçoado", onde descreve um nobre casado com uma mulher aristocrata, Triphine.  Ela foi avisada pelos fantasmas das ex-esposas do nobre, assassinadas quando estavam grávidas. Quando também engravidou, foi morta pelo marido mas São Gildas milagrosamente a ressuscitou. E quando ela foi trazida de volta para Conomor, as paredes do castelo ruíram. Conomor é uma figura histórica, camponeses locais acreditavam que ele era um lobisomem. Em vários outros lugares há igrejas dedicadas a Santa Triphine e o filho dela, São Tremeur.
Uma terceira possível origem do personagem Barba Azul pode ser traçada a partir de Henrique VIII da Inglaterra, famoso por matar duas de suas seis esposas.

## Adaptações

### Literatura
- Andrew Lang escreveu uma variação do conto em Andrew Lang's Fairy Books.
- Barbe-bleue (1866), uma ópera bufa composta por Jacques Offenbach, com o livreto de autoria de Henri Meilhac e Ludovic Halévy.
- Bluebeard's Castle (1911), ópera composta por Béla Bartók, com livreto de Béla Balázs.
- O personagem de Florian de Puysange na novela de James Branch Cabell The High Place, é baseado no Barba Azul.
- Em 1979, Angela Carter publicou uma versão modernizada da história do Barba Azul, The Bloody Chamber. Carter situou a história num período entre as duas guerras mundiais, e escreve narrando em primeira pessoa, sob a perspectiva da jovem esposa. Abordou temas do feminismo revisionado e da violência doméstica.
- Blaubart é uma novela publicada em 1982 pelo escritor suíço Max Frisch.
- Clarissa Pinkola Estés utilizou o conto do barba azul, em seu livro "mulheres que correm com os lobos", como porto de partida para reflexões psicanalíticas acerca do psique feminina.
- A novela de Kurt Vonnegut Bluebeard (1988), recebeu este título porque o principal personagem (Rabo Karabekian) tem uma esposa morta.
- Na famosa obra de Stephen King The Shining (1977), a história do Barba Azul é recontada por Jack Torrance, o protagonista.
- Bluebeard: The Play é uma peça cômica de Charles Ludlam.
- O Barba Azul é também um personagem regular do selo de quadrinhos Vertigo, na série Fábulas de Bill Willingham, porém possui a cabeça raspada e a barba cortada.
- Margaret Atwood usa a história do Barba Azul como base de seus contos da coleção Bluebeard's Egg.
- Os livros de Neil Gaiman, Smoke and Mirrors e Fragile Things, trazem histórias baseadas no Barba Azul.
- Barba Azul é o segundo personagem da peça Saint Joan de George Bernard Shaw. Ele é identificado como Gilles de Rais, aos 25 anos de idade.
- A obra de Alice Hoffman Blue Diary, é uma variação de O Barba Azul.
- Na obra de Sarah Cross,em "Encanto Mortal" fala sobre o conto,de uma maneira diferente é extraordinária.

O escritor Carlos Heitor Cony, aos 90 anos, diz em entrevista para a Folha de S.Paulo, em 12 de março de 2016, que quer escrever uma estoria em que Barba Azul aparecera como referência: a mulher de um homem, curiosa, descobre quatro cadaveres das ex-mulheres, trancados num quarto.

### Filmes e Televisão
- Bluebeard's Eighth Wife (1938) de Ernst Lubitsch. Comédia com Gary Cooper como um milionário com sua oitava esposa, interpretada por Claudette Colbert.
- Gaslight, filme de 1944.
- Bluebeard (1944) de Edgar G.Ulmer . Com John Carradine , Jean Parker e Nils Asther
- Bluebeard (1972), thriller erótico de Edward Dmytryk e Luciano Sacripanti. Com Richard Burton, Raquel Welch, e Virna Lisi
- No curta-metragem do Gaguinho Bye, Bye Bluebeard, o protagonista se mete em encrencas com o Barba Azul.
- No filme "Xuxa em Abracadabra" o vilão que quer destruir o reino encantado aparece com o nome de "Barba Azul".
- No remake de 2006 da novela O Profeta, a personagem Carola (Fernanda Souza) constantemente referiu-se ao vilão Clóvis Moura (Dalton Vigh) como "Barba Azul" ao longo da trama, em virtude deste agredir e maltratar cruelmente sua segunda esposa Sônia (Paola Oliveira), bem como por ter matado sua primeira mulher, Laura (Carolina Kasting), por envenenamento.
- Fate/Zero